# Ділене
Ді́лене — перший операнд операції ділення. Число, яке ділять на дільник, щоб отримати частку.
Якщо результат ділення записують дробом, то:
- ділене є чисельником,
- дільник є знаменником.

## Приклад
Наприклад, у виразі
{\displaystyle \ 21/7=3}
число 7 — дільник, число 21 — ділене, число 3 — частка.